# Кушниры
Кушниры (укр. Кушніри) — село,
Зеленковский сельский совет,
Недригайловский район,
Сумская область,
Украина.
Код КОАТУУ — 5923581703. Население по переписи 2001 года составляло 72 человека .

## Географическое положение
Село Кушниры находится в 1,5 км от левого берега реки Сула.
На расстоянии в 0,5 км расположены сёла Камышанка и Ревы.
Через село проходит автомобильная дорога Н-07.